# Os Pankekas
Os Pankekas foi um programa de televisão brasileiro de comédia-pastelão, exibido de 25 de setembro de 1978 a 3 de setembro de 1979 pela Rede Tupi, claramente inspirado no trio norte-americano Os Três Patetas.

## História

### Produção
Em 1977, já atravessando uma grave crise financeira, a Rede Tupi perdeu o quarteto Os Trapalhões (formado por Renato Aragão, Dedé Santana, Mussum e Zacarias) para a Rede Globo. Na época, o trio de Hollywood, Os Três Patetas, faziam um estrondoso sucesso no Brasil, principalmente entre as crianças, e causou grande influência em alguns comediantes nacionais, que passaram a seguir seus passos.
Foi nesse impacto causado pelos comediantes hollywoodianos que a Tupi resolveu provocar a Globo e passou a produzir uma paródia brasileira d'Os Três Patetas, intitulada de Os Pankekas. O programa estreou em setembro de 1978, exibido semanalmente às 19h15, porém com muito poucos recursos e esquetes de humor já bastante usadas, tendo como mérito apenas ter Rony Cócegas, que fazia Maionese, versão brasileira de Larry. Além de Rony, o trio era composto pelos atores Sandrini (que interpretou Mexilin) e Mario Alimari (que interpretou Feneguetti).
A relação entre os Pankekas e as crianças também era enfatizada no programa, sem dispensar momentos para mostrar o trio de comediantes se divertindo com um grupo de crianças. O trio também estrelou um filme em 1979, Os Pankekas e o Calhambeque de Ouro, dirigido por António Moura Mattos e roteirizado por Emanoel Rodrigues. Os desenhos de abertura com a caricatura dos três atores foi feita pelo cartunista JAL que antes já tinha feito a abertura dos Trapalhões na mesma emissora. Os desenhos eram efeitos de animação ao vivo com fundo azul ou partes animadas pela mão do desenhista.
O programa teve uma certa audiência infantil, mas logo, em setembro de 1979, desapareceu da tela da Tupi, que estava bem mais afundada numa crise financeira, sendo posteriormente fechada, em julho de 1980. O programa poderia ser comparado, guardada as devidas proporções, ao seriado mexicano Chaves.

### Sinopse
Com um ritmo circense, Os Pankekas centrava suas histórias sempre nas atrapalhadas dos três amigos do título. Maionese (Rony Cócegas), Mexilin (Sandrini) e Feneguetti (Mario Alimari) quase sempre vestiam-se da mesma maneira, compartilhavam os mesmos problemas e tentavam solucionar seus casos das maneiras mais absurdas possíveis. O destaque ficava por conta do personagem Maionese, que era dono de alguns bordões que se tornaram bem populares no Brasil na época da exibição da série, entre eles “Na manteiga!” ou “Hiii, esse era meu medo!”.

## Elenco
- Rony Cócegas, como Maionese
- Sandrini, como Mexilin
- Mario Alimari, como Feneguetti